# 신민당 (1994년)
신민당(新民黨)은 1994년 7월 8일에 통일국민당과 신정치개혁당이 합당하여 창당된 대한민국의 보수주의 정당이다. 1995년 5월 31일에 자유민주연합과 합당하면서 소멸되었다.

## 역사
1994년 6월 30일에 김동길이 대표를 맡고 있던 통일국민당은 박찬종이 대표를 맡고 있던 신정치개혁당과의 합당을 결의하고 당명을 신민당(新民黨)으로 결정했다. 신민당은 창당과 동시에 대한민국 제14대 국회에서 15석을 보유한 원내정당이 되었다. 신민당은 1994년 8월 2일에 실시된 국회의원 재보궐선거에 참여했는데 슬롯머신 사건에 연루되어 구속된 박철언 전 민주자유당 의원의 아내인 현경자가 대구 수성구 갑 선거구에 출마하여 당선되어 주목을 받기도 했다.
신민당은 합당 이후에도 큰 세를 발휘하지 못했다. 특히 김동길 공동대표는 1994년 8월 29일에 박찬종 공동대표에게 사퇴서를 제출하고 잠적했는데 양순직 최고위원은 1994년 3월에 김동길 공동대표로부터 신민당 창당을 위하여 영입된 과정에서 충청북도 충주시 수안보면에서 "신민당은 원내교섭단체를 먼저 구성하고 박찬종을 개별 영입한다. 신민당은 김동길을 대권 후보로 옹립하고 양순직 최고위원이 당권을 행사하는 체제로 역할을 분담한다. 김동길 공동대표는 나중에 양순직 최고위원으로부터 당권을 인계하는 절차에 들어간다."는 내용이 담긴 비밀 합의 각서를 썼다고 폭로했다. 김동길 공동대표는 사퇴서를 제출하고 잠적한 지 8일이 지난 1994년 9월 6일에 신민당 당사로 돌아왔다가 양순직, 유수호 최고위원을 비롯한 당내 비주류 인사들과 언쟁을 벌이기도 했다. 1994년 10월 5일에는 박찬종 공동대표가 기자 회견을 통해 김동길 공동대표와의 결별을 선언했다.
박찬종 공동대표를 위시한 신민당 내 비주류 세력은 1994년 10월 10일에 서울 63빌딩에서 전당대회를 강행하고 박찬종을 단독 대표로, 양순직·정상구·한영수·김용환·유수호·박철언·임춘원 7명을 최고위원으로 선출하는 한편 김동길 공동대표를 상임고문으로 추대했다. 이러한 결정은 김동길 공동대표를 위시한 신민당 내 주류 세력으로부터 "쿠데타와 같은 당권 찬탈 행위"라는 반발을 불렀는데 김동길 공동대표는 박찬종 공동대표에게 제명 처분을, 양순직 최고위원에게 2년 간 당원권 정지 처분을 내렸다. 또한 신민당 전당대회가 열린 63빌딩에서는 박찬종을 위시한 당내 비주류 세력을 추종하던 당원들 200여 명과 김동길을 위시한 당내 주류 세력을 추종하던 당원들 200여 명이 소화기와 각목을 동원한 폭력 사태를 일으키기도 했다.
박찬종을 위시한 신민당 내 비주류 세력은 중앙선거관리위원회에 중앙당 변경 등록 신청서를 제출했으나 1994년 11월 3일에 각하 결정을 내렸다. 김동길 공동대표는 1994년 11월 9일에 당무위원회 회의를 열고 박찬종 공동대표에게 2년 간 당원권 정지, 임춘원 최고위원에게 1년 간 당원권 정지 처분을 내리는 등 1994년 10월 10일에 신민당 내 비주류 세력이 독자적으로 개최한 전당대회에 참여한 당원 37명에게 무더기 제명 처분을 내렸다.
그러던 중에 김종필 민주자유당 대표가 김영삼 대통령과의 갈등으로 인해 1995년 2월 9일에 민주자유당에서 탈당하고 독자적인 신당 창당을 모색하면서 신민당에서도 민주당 또는 일명 '김종필 신당'과의 통합을 추진했다. 신민당은 1995년 3월 27일에 서울 잠실롯데호텔에서 열린 전당대회를 통해 김복동 최고위원을 당 대표로 추대했다.
김복동 신민당 대표는 1995년 4월 21일에 이기택 민주당 대표와의 회동을 통해 신민당과 민주당 간의 통합에 합의했으나 법적 공동 대표 등록 문제로 인하여 결별했다. 신민당은 김종필이 대표를 맡고 있던 자유민주연합과의 합당을 추진했으나 임춘원을 비롯한 일부 위원들의 반대에 부딪히기도 했다.
김복동 신민당 대표는 1995년 5월 16일에 김종필 자유민주연합 대표와의 회동을 통해 신민당과 자유민주연합을 당 대 당 형식으로 통합하기로 합의했다. 이에 따라 신민당은 1995년 5월 31일을 기해 자유민주연합과 합당하면서 소멸되었다. 하지만 임춘원 의원을 비롯한 일부 당원들은 신민당과 자유민주연합 간의 합당 결정에 반발하여 탈당했다. 특히 신민당 비상대책위원회 의장을 역임했던 박영록 전 의원은 1995년 6월 3일에 열린 기자 회견을 통해 "김복동 신민당 대표, 한영수 의원이 신민당과 자유민주연합 간의 통합에 반대했던 자신을 회유하기 위하여 금품을 제공했다."고 폭로하면서 현금 5,000만원이 든 가방을 증거물로 제시했다. 임춘원 의원은 신민당과 자유민주연합 간의 합당 결정에 반발한 일부 당원들과 함께 신민당(나중에 무정파전국연합으로 이름을 바꿈)을 재창당하면서 독자적인 정당 활동에 나섰다.

## 같이 보기
- 통일국민당
- 신정치개혁당